# Punta Gauthier
Punta Gauthier ist eine Landspitze am nördlichen Ende von Low Island im Archipel der Südlichen Shetlandinseln.
Argentinische Wissenschaftler benannten sie nach François Mathurin Gautier [sic!] (1832–1918), dem Erbauer seiner Expeditionsschiffe Français und Pourquoi-Pas ? des französischen Polarforschers Jean-Baptiste Charcot.